# PRIDE Fighting Championships
PRIDE Fighting Championships je organizacija koja organizira borbe mješovitih borilačkih vještina, sa sjedištem u Japanu.

## Povijest
Prvo PRIDE FC natjecanje je održano 11. listopada 1997. godine u Tokyo Domeu, Tokio. Prva manifestacija privukla je više od 47000 gledatelja u samu arenu, zbog vrlo atraktivne borbe između Nobuhiko Takade i Rickson Gracia. Vlasništvo nad PRIDE FC-om u to vrijeme je imala tvrtka pod nazivom Kakutougi Revolution Spirits, danas znana kao Dream Stage Entertainment. Borba je privukla toliko pozornosti medija da je tadašnjem vlasniku omogućila daljnju promociju i daljnji nastavak rada organizacije.
Prvi PRIDE Grand Prix je održan 2000. godine kako bi se saznalo tko je najbolji borac svijeta u turniru bez težinskih kategorija. Turnir je započet sa 16 natjecatelja u prvoj rundi, a u drugoj rundi su se susreli pobjednici, te se borilo sve do pobjednika na istoj manifestaciji.
U kolovozu 2002. godine PRIDE FC se udružuje sa K-1 organizacijom (kickboxing) kako bi organizirao najveću borilačku manifestaciju do sada pod nazivom Shockwave.
Organizacija je doživljela velik udarac kada se 13. siječnja tadašnji predsjednik Dream Stage Entertainmenta Naoto Morishita objesio u svom stanu.
Prva ikada održana manifestacija izvan Japana održala se 21. listopada 2006. u Las Vegasu, Nevada, SAD.

## Vrste manifestacija
PRIDE FC promovira nekoliko vrsta manifestacija:
- Normalne manifestacije
- PRIDE Grand Prix
- PRIDE Bushido
- PRIDE The Best

## Pravila

### Trajanje borbe
Borba se na većini manifestacija sastoji od 3 runde. Prva traje 10 minuta, a sljedeće dvije 5 minuta. Stanke između rundi traju 2 minute.
Ako se radi o završnom dijelu Grand Prixja onda se borbe sastoje od dvije runde. Prva runda traje 10 minuta, a druga 5 minuta. To pravilo je uvedeno zbog mnogobrojnosti borbi na takvim manifestacijama.

### Težinske kategorije
Težinske kategorije ne postoje u PRIDEu, te se svaki borac može sučeliti s bilo kojim drugim borcem. Međutim, težinske kategorije se primjenjuju pri utvrđivanju pobjednika Grand Prix turnira.

### Borilište
Borilište je ring omeđen s 5 užadi, dužina ringa od jedne strane do suprotne strane je 7 metara.

## Trenutačni prvaci
(stanje koncem svibnja 2007.)
| Težinska kategorija | Država | Prvak             |
| ------------------- | ------ | ----------------- |
| teška               | Rusija | Fedor Emelianenko |
| srednja             | SAD    | Dan Henderson     |
| velter              | SAD    | Dan Henderson     |
| laka                | Japan  | Takanori Gomi     |

## Pobjednici PRIDE Grand Prixa
| Godina/Težinska kategorija | Država   | Prvak             |
| -------------------------- | -------- | ----------------- |
| 2000. apsolutna            | SAD      | Mark Coleman      |
| 2003. srednja              | Brazil   | Wanderlei Silva   |
| 2004. teška                | Rusija   | Fedor Emelianenko |
| 2005. srednja              | Brazil   | Mauricio Rua      |
| 2005. velter               | SAD      | Dan Henderson     |
| 2005. laka                 | Japan    | Takanori Gomi     |
| 2006. apsolutna            | Hrvatska | Mirko Filipović   |
| 2006. velter               | Japan    | Kazuo Misaki      |

## Hrvatski borci u PRIDE FC-u
Mirko "Cro Cop" Filipović,Zelg Galešić,Damir Mirenić,Stefan Leko i Branko Cikatić su jedini hrvatski borci koji su se borili u PRIDE FC organizaciji, iako je Leko nastupao pod njemačkom zastavom. 

Mirko Filipović joj se pridružio 2001. godine, te je prešao iz PRIDE FC u UFC organizaciju krajem 2006. godine.
Branko Cikatić je prvi hrvatski borac koji je potpisao za PRIDE 1998.
Damir Mirenić je početkom 2006. godine potpisao ugovor s PRIDEom.

## Vanjske poveznice
- PRIDE FC  Arhivirana inačica izvorne stranice od 11. lipnja 2007. (Wayback Machine)